# Bingawan

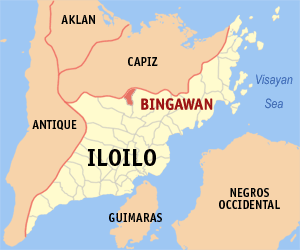
Bản đồ Iloilo với vị trí của Bingawan

Bingawan là một đô thị hạng 5 ở tỉnh Iloilo, Philippines. Theo điều tra dân số năm 2000 của Philipin, đô thị này có dân số 11.866 người trong 2.388 hộ.

## Các đơn vị hành chính
Bingawan được chia ra 14 barangay.
- Agba-o
- Alabidhan
- Bulabog
- Cairohan
- Guinhulacan
- Inamyungan
- Malitbog Ilawod
- Malitbog Ilaya
- Ngingi-an
- Poblacion
- Quinangyana
- Quinar-Upan
- Tapacon
- Tubod